# William Petty

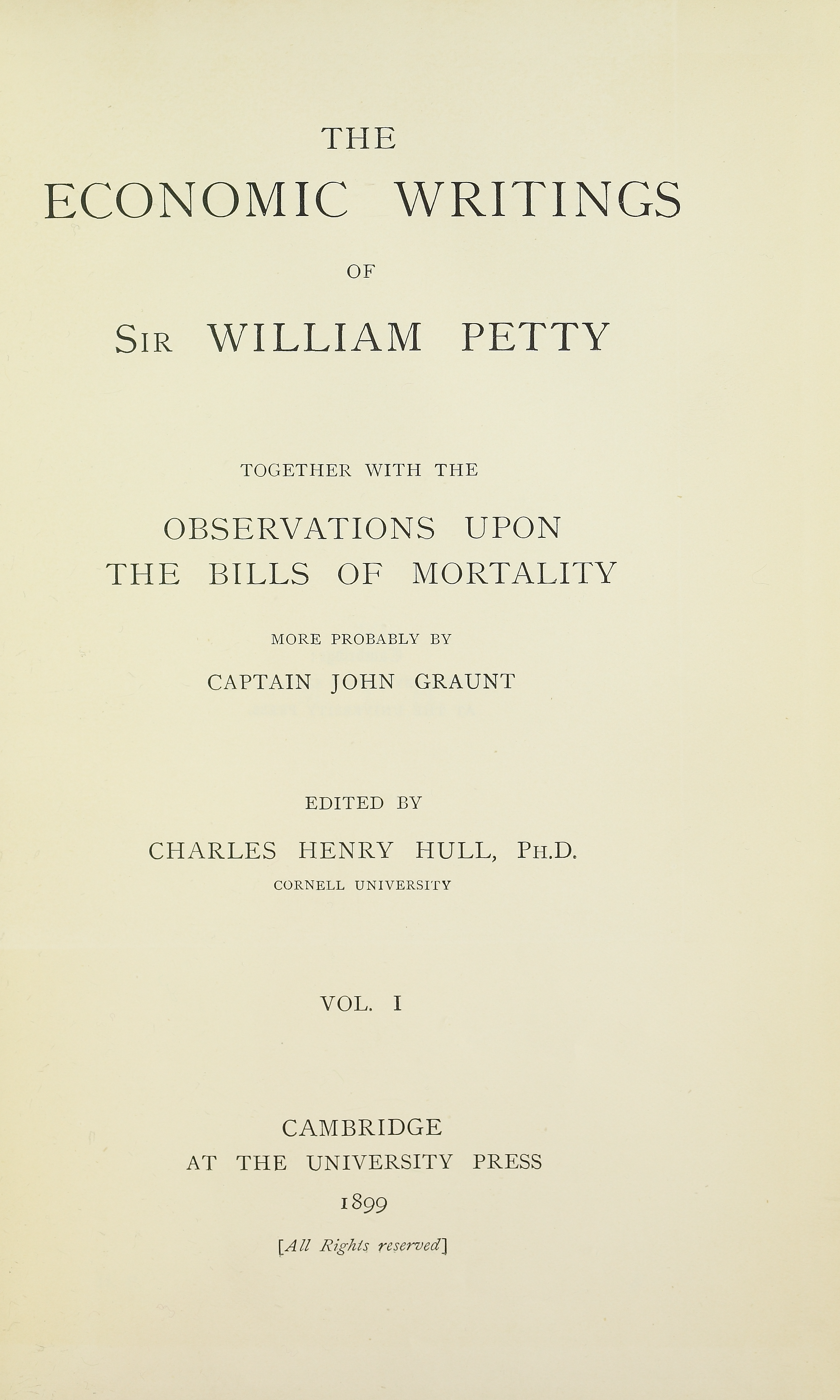
Economic writings, 1899

Sir William Petty (ur. 26 maja 1623 w Romsey w hrabstwie Hampshire, zm. 16 grudnia 1687 w Londynie) – ekonomista i naczelny lekarz armii angielskiej w Irlandii. Twórca działu nauki – statystyki. Jako pierwszy obliczył dochód narodowy Anglii i Walii.
Autor książek Coś nie coś o pieniądzu wydanej w 1682 roku, oraz  Arytmetyki politycznej wydanej w 1676 roku.
William Petty pracował jako nadzorca rządowy w służbie Olivera Cromwella, przy pomiarach majątków skonfiskowanych po wojnie w Irlandii.
O swojej działalności pisał:
Metoda jaką [...] stosuje nie jest jeszcze często w użyciu. Zamiast używać tylko słów porównujących i opisujących oraz argumentów intelektualnych, wybieram kierunek (jako specjalista od arytmetyki politycznej czyniłem to od dawna) na wyrażanie się za pomocą liczb, wag i miar, korzystając tylko z argumentów rozumu lub rozważając tylko te przyczyny, które mają swe podstawy w przyrodzie.
Był krytykiem merkantylizmu, nie utożsamiał pieniądza z bogactwem. Pieniądz traktował jako środek obiegowy, ciągły wzrost ilości pieniądza w obiegu uważał za szkodliwy. Praca w teorii Pettego miała charakter wartościotwórczy, jednak pod warunkiem, że przyczyniała się do wydobycia kruszców, lub w jej wyniku powstawał produkt, który można wymienić na kruszec. Wyodrębniał 4 czynniki wytwórcze: pracę, ziemię, kunszty i zasoby.
Mimo krytyki merkantylizmu, wielu jego założeniom pozostawał wierny. Płaca powinna być niska i wyznaczana przez państwo. Petty ponadto twierdził, że handel zagraniczny tworzy bogactwo kraju a nie handel wewnętrzny. W teorii Pettego bogactwo kraju wciąż zależało od liczby ludności. Im więcej ludzi tym lepsze warunki do wprowadzenia specjalizacji pracy co z kolei przyczynia się do wzrostu bogactwa narodu.